# Tomasz Majewski
Tomasz Majewski (Nasielsk, Polonia, 30 de agosto de 1981) es un atleta polaco, ganador de medalla de oro en la prueba de lanzamiento de peso en los Juegos Olímpicos de Pekín 2008. Con un lanzamiento de 21,51 metros, su mejor marca personal, se impuso por sobre el estadounidense Christian Cantwell, vigente campeón del mundo en pista cubierta, y el bielorruso Andrei Mikhnevich, que obtuvieron plata y bronce, respectivamente. 
Anteriormente había obtenido medalla de bronce en el Campeonato Mundial de Atletismo en Pista Cubierta de 2008 y de oro en las Universiadas de Esmirna 2005. También participó en los Juegos Olímpicos de Atenas 2004, aunque sólo logró el noveno lugar.
El 3 de agosto de 2012 volvió a ganar la medalla de oro en lanzamiento de peso en los Juegos Olímpicos de Londres 2012 al realizar un lanzamiento de 21,89 metros.
El 12 de agosto de 2014 ganó la medalla de bronce en el Campeonato Europeo de Atletismo de 2014 con un lanzamiento de  20,83 metros, quedando por detrás del alemán David Storl y el español Borja Vivas.